# Mangá de esporte
Um mangá de esporte (スポーツ漫画) é um gênero de mangá e anime japonês que se concentra em histórias envolvendo esportes e outras atividades atléticas e competitivas. Embora os desenhos animados japoneses que retratam esportes tenham sido lançados já na década de 1920, o mangá esportivo não surgiu como uma categoria distinta até o início dos anos 1950. O gênero ganhou destaque no contexto da ocupação pós-guerra do Japão, e ganhou significativa visibilidade durante e após as Olimpíadas de 1964, realizadas em Tóquio. Conhecido como um dos gêneros mais populares de mangá e anime, o mangá esportivo tem o crédito de introduzir novos esportes no Japão e popularizar os esportes já existentes.

## Características

### Narrativa
O elemento principal de um mangá de esportes é a representação de um esporte específico. O gênero inclui uma variedade de esportes de origem japonesa e não japonesa, incluindo esportes de grande popularidade (como por exemplo, beisebol,futebol futebol americano e ciclismo), esportes de nicho e esotéricos (como por exemplo: corridas de rua, ginástica rítmica, tênis de mesa e basquete em cadeira de rodas) e outras atividades amplamente competitivas (como por exemplo: bilhar, shogi, mahjong e go).
Uma fórmula popular para histórias de mangás de esportes é spo-kon, uma maleta de esportes e konjō (lit. 'coragem' ou 'determinação'). Nessas histórias, um herói de um passado muitas vezes trágico resolve quando criança se tornar o "melhor do mundo" em um esporte e treina para aumentar suas habilidades. O herói frequentemente procura imitar seu pai ou atingir uma meta que seu pai foi incapaz de realizar. Frequentemente, o herói treina sob a tutela de um treinador ou figura paterna que é severo e implacável em seus métodos de treinamento; o "treinador oni" ou "treinador do diabo" é um personagem comum em tais histórias. Outras fórmulas de história comuns incluem personagens oprimidos que alcançam sucesso em face de probabilidades mínimas, e amadores que inesperadamente descobrem que são talentos natos em algum esporte.
O mangá esportivo é um gênero popular entre os jovens leitores, especialmente os leitores de shōnen (quadrinhos para o público masculino). A estrutura típica de uma história de mangá de esportes é facilmente compreendida pelo público mais jovem: o conflito é sublimado em um evento esportivo, um clímax é gerado pela ação do esporte e o conflito termina com uma linha de chegada literal ou metafórica. O escritor Paul Gravett observa que "no final, um herói de mangá esportivo está fadado a vencer ou perder bem, então a emoção vem de ler como ele supera todos os desafios com determinação e honestidade".

### Temas e estilo
Em Manga! Manga! The World of Japanese Comics, o autor Frederik L. Schodt argumenta que os mangás esportivos se distinguem dos quadrinhos esportivos americanos e europeus por ter em seu foco temas inspirados no bushido e matérias que usam o esporte como "uma metáfora para o esforço humano e teste de espírito". Temas comuns em mangás esportivos incluem amizade e camaradagem, trabalho em equipe e abnegação, firmeza e determinação, prevalecendo sobre as adversidades e supokon-kei (uma contração de supōtsu-konjō-kei, que é traduzido literalmente como "força de vontade no gênero esportivo").
O gênero também é conhecido por suas representações altamente estilizadas da ação dos esportes, como layouts dissonantes, linhas de velocidade, efeitos sonoros, figuras desfocadas e reduzidas e enquadramento de estilo cinematográfico. A adaptação de anime para televisão de 1968 do mangá Star of the Giants é considerada pioneira em muitos "efeitos especiais" agora comuns em animes, como paradas de tempo, lentidão, close-ups extremos e o estreitamento da tela em momentos de aumento de drama.
A descompressão é uma técnica comum de narração de histórias utilizada em mangás esportivos para aumentar o drama e o suspense, com jogos ou eventos individuais frequentemente durando centenas de páginas. O mangá Slam Dunk é conhecido por apresentar uma temporada de basquete escolar de quatro meses ao longo de seis anos de serialização do mangá.

## História

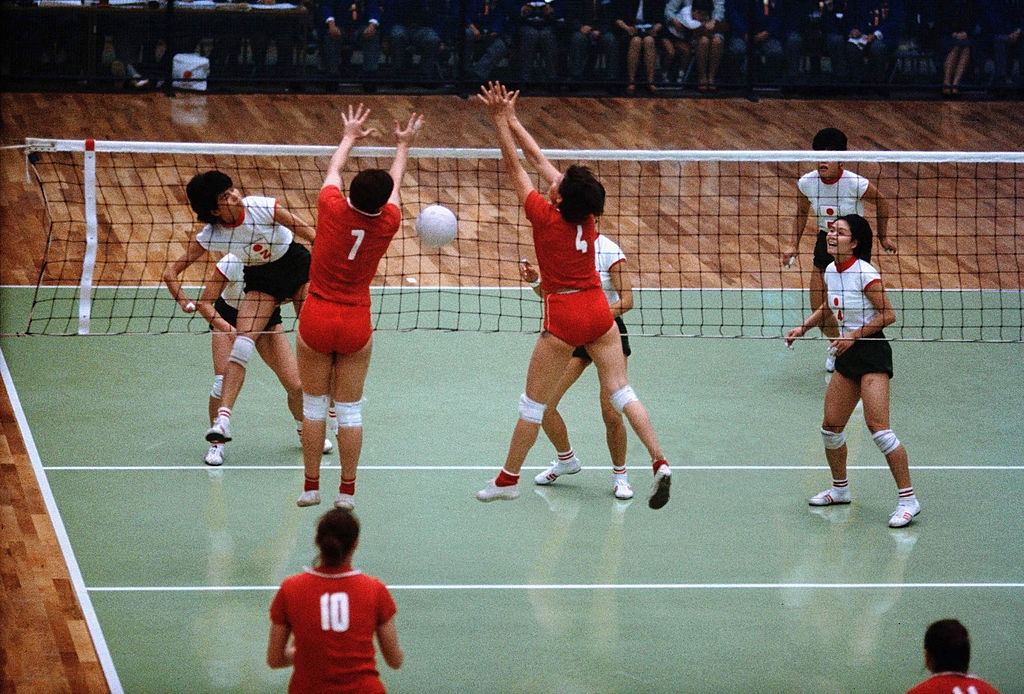
A medalha de ouro do Japão no vôlei feminino nos Jogos Olímpicos de Verão de 1964 em Tóquio aumentou a popularidade dos mangás esportivos entre as leitoras.

Animal Olympic Games, um curta-metragem de animação de 1928 dirigido por Yasuji Murata, é considerado pelos críticos como o primeiro anime esportivo. O filme foi inspirado nos Jogos Olímpicos de Verão de 1928 realizados em Amsterdã, sendo um indicativo de uma influência ocidental nos esportes que viria a moldar o gênero, como nos curtas-metragens de animação subsequentes Our Baseball Game (1930), também dirigidos por Murata e Baseball in the Forest (1934), dirigido por Siichi Harada.
Embora os esportes ocidentais tenham sido praticados no Japão desde a era Meiji, as forças americanas durante a ocupação do Japão tiveram um papel ativo no incentivo à adoção de esportes como o beisebol, boxe e a luta livre. Esportes japoneses tradicionais como o judô, caratê e kendo foram banidos dos currículos escolares japoneses como parte de um esforço mais amplo para suprimir atividades que eram vistas como promotoras de beligerância ou agressão. A proibição foi feita em 1950 pelo General Douglas MacArthur, levando a um boom na popularidade dos esportes em geral e dos mangás esportivos.
O mangá de judô Igaguri-kun [ja], criado por Eiichi Fukui e publicado pela primeira vez na revista de mangá Bōken'ō em 1952, é apontado por Frederik L. Schodt como o primeiro mangá esportivo. O beisebol se tornou o esporte mais popular do gênero por meio de títulos como Dokaben e Star of the Giants, o primeiro    vendendo ao todo mais de 48 milhões de cópias. Eventos esportivos da vida real que podiam ser filmados por uma única câmera imóvel (como luta livre profissional ou sumô) se tornaram esportes populares na televisão, o que desencorajou criadores de anime e mangá a tentar adaptá-los; Jonathan Clements e Helen McCarthy observam que os criadores perceberam que o "verdadeiro potencial do gênero está em mostrar ao público [...] coisas que ele não veria tão facilmente nos esportes na vida real ao vivo".
Os Jogos Olímpicos de Verão de 1964, realizados em Tóquio, geraram um boom na popularidade dos mangás e animes esportivos. A medalha de ouro do Japão no voleibol feminino nos Jogos Olímpicos de 1964 resultou em um aumento na popularidade dos esportes femininos no Japão e um aumento correspondente na popularidade dos mangás esportivos shōjo (gênero de mangá destinado ao público feminino adolescente) e Josei (gênero de mangá destinado ao público feminino adulto). A popularidade de mangás shōjo esportivos como Attack No. 1 - o primeiro anime esportivo destinado ao público feminino - é creditada pela introdução de uma maior diversidade de esportes no gênero, incluindo balé e tênis. A década de 1960 viu o melodrama das histórias de spo-kon declinar em favor de histórias cômicas e quadrinhos de quatro painéis, bem como a primeira adaptação para anime de um mangá esportivo, Star of the Giants, em 1968.
Nos anos 70, o merchandising tornou-se um grande impulsionador de vendas de anime, levando a uma proliferação de séries como Speed Racer, que tinham potencial para venda de brinquedos; o beisebol também ressurgiria como um tema popular para o gênero. A década de 1980 viu um declínio na popularidade dos mangás esportivos, com a ficção científica e a fantasia emergindo como os gêneros dominantes do meio. A maioria dos mangás esportivos lançados durante a década de 1980 eram one-shots  ou apenas amplamente voltados para os esportes; mangás como Touch, de Mitsuru Adachi, publicado pela primeira vez em 1981, colocaram em primeiro plano o romance e um cenário suburbano que refletia a crescente classe média japonesa. Por outro lado, alguns mangás esportivos dos anos 1980, como Captain Tsubasa, ganharam popularidade com base no potencial de vendas no exterior; a série foi traduzida para o público internacional em espanhol, português, francês e italiano.
A década de 1990 viu o gênero se expandir para esportes esotéricos, como pesca e corridas de barco, enquanto a década de 2000 viu uma popularidade crescente de mangás esportivos com elementos de fantasia (como por exemplo Eyeshield 21) ou que se concentram em atividades sedentárias, como go ou gin rummy. Histórias Spokon com ação estilizada e protagonistas desligados desfrutaram de um ressurgimento de popularidade na década de 2010, como tipificado por séries como Ping Pong the Animation e Kuroko no Basket.

## Impacto

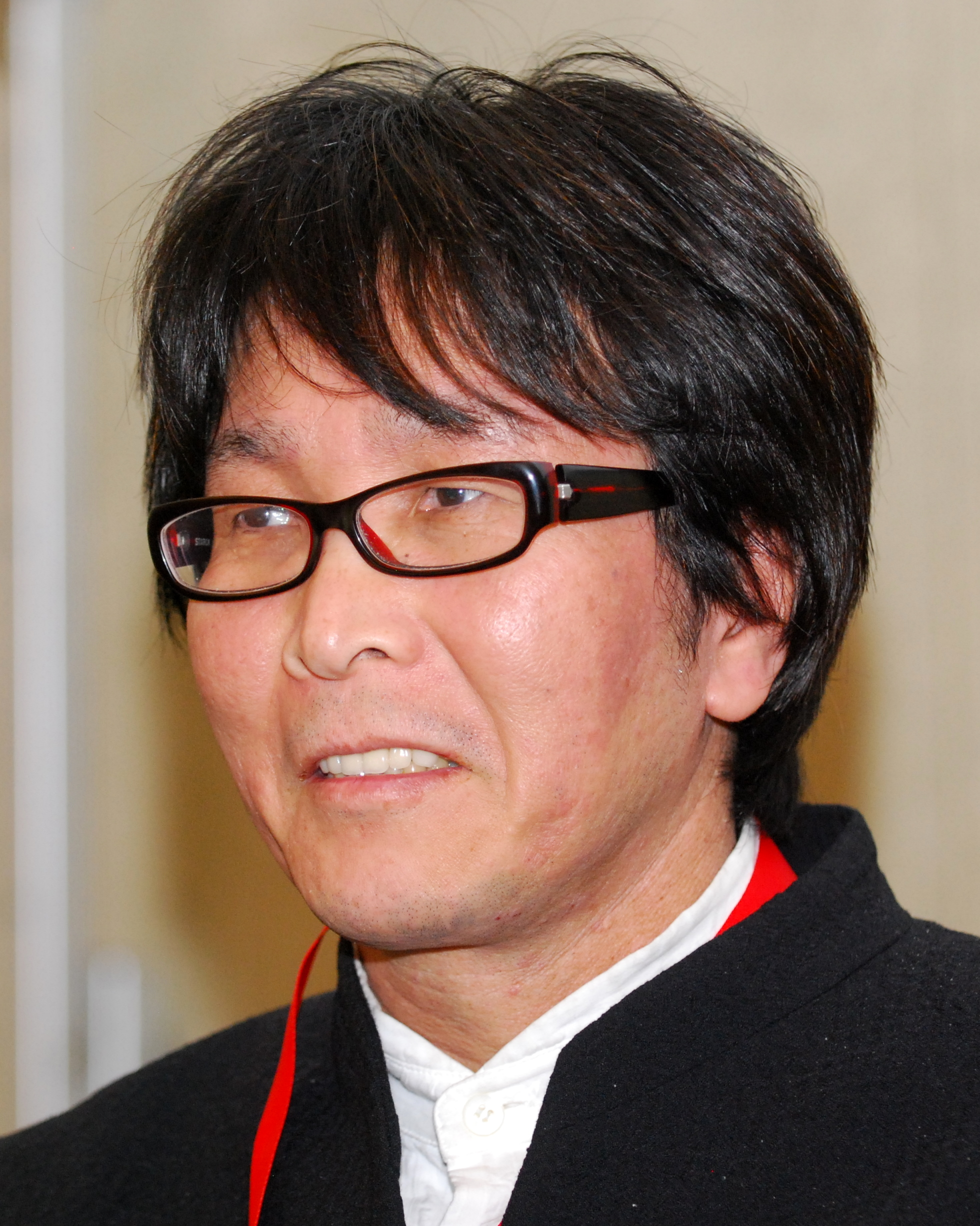
Yōichi Takahashi, cujo mangá de futebol Capitão Tsubasa, de 1981, tem o crédito de popularizar o esporte no Japão.

O mangá esportivo está entre os gêneros mais populares de mangá e anime. Ele foi considerado "uma parte vital do meio desde seus primeiros dias" e ajudou a criar narrativas de mangá onde os protagonistas "lutam para ter sucesso", uma metáfora comum nos mangás shōnen contemporâneos. de Patrick Drazen em seu livro, Anime Explosion! diz que o gênero de mangá esportivo é o melhor exemplo de um gênero de mangá onde os heróis "lutam pela perfeição" na tentativa de "fazer o melhor".
Fora das pequenas revistas especializadas em mangás de golfe Golf Comic e Golf Comic Athlete, não há revistas de mangá dedicadas exclusivamente a mangás esportivos, já que o gênero é onipresente nas publicações convencionais. Em 2010, os mangás esportivos compunham 33,3% das séries de mangás da Weekly Shōnen Magazine e 10,5% das séries de mangás da Weekly Shōnen Jump.
O gênero de mangá esportivo tem o crédito de introduzir novos esportes no Japão e popularizar os esportes existentes. O futebol tornou-se popular no Japão através do mangá Capitão Tsubasa, com membros da seleção japonesa de futebol na Copa do Mundo da FIFA de 2002, citando a série de anime e mangá como uma de suas influências. Em 2017, a NHK transmitiu Bokura wa Manga de Tsuyokunatta ( Nos tornamos fortes através do mangá), uma série de documentários sobre atletas que superaram dificuldades após serem inspirados por mangás esportivos. O Museu Olímpico programou  uma exposição sobre mangás esportivos em 2020, antes dos Jogos Olímpicos de Verão de 2020, realizados em Tóquio, chamando o gênero de "uma ferramenta perfeita para entender a evolução do esporte no Japão pós-guerra".
Os títulos do gênero esportivo são frequentemente influenciados por grandes eventos esportivos ou são programados para serem lançados simultaneamente com os principais eventos esportivos. Exemplos notáveis incluem Attack on Tomorrow, lançado em 1977 para capitalizar a vitória do Japão na Copa do Mundo Feminina de Voleibol da FIVB em 1977; a adaptação cinematográfica de anime de Yawara!, que foi programado para ser lançado nos Jogos Olímpicos de Verão de 1996; e o remake do anime de Attacker You!, que foi programado para ser lançado nos Jogos Olímpicos de 2008